# Rudra
Rudra — род аранеоморфных пауков из подсемейства Dendryphantinae в семействе пауков-скакунов (Salticidae). Научное название рода дано, возможно, в честь Рудры, ведийского божества.

## Виды
- Rudra brescoviti Braul & Lise, 1999 — Бразилия
- Rudra dagostinae Braul & Lise, 1999 — Бразилия
- Rudra geniculata Peckham & Peckham, 1885 — Гватемала, Панама
- Rudra humilis Mello-Leitão, 1945 — Аргентина, Бразилия
- Rudra minensis Galiano, 1984 — Бразилия
- Rudra multispina Caporiacco, 1947 — Гвиана
- Rudra oriximina Galiano, 1984 — Бразилия
- Rudra polita Peckham & Peckham, 1894 — Гватемала
- Rudra tenera Peckham & Peckham, 1894 — Бразилия
- Rudra wagae (Taczanowski, 1872) — Французская Гвиана